# Ирано-сенегальские отношения
Ирано-сенегальские отношения — двусторонние дипломатические отношения между Исламской Республикой Иран и Сенегалом. С 23 февраля 2011 года Сенегал разорвал дипломатические отношения с Ираном. Страны договорились о восстановлении отношений в 2013 году.

## Официальные визиты
В феврале 2008 года президент Ирана Махмуд Ахмадинежад и его сенегальский коллега Абдулай Вад провели совместную пресс-конференцию в городе Мешхед, обе стороны обязались развивать двусторонние связи в различных отраслях экономики, туризма и политики в дополнение к объединению усилий для дальнейшей работы в рамках Организации исламского сотрудничества.

## Экономические связи
Крупный иранский автоконцерн Iran Khodro открыл предприятие по производству автомобилей в Дакаре. Мощностей данного совместного ирано-сенегальского производства было достаточно для производства до 10 тысяч автомобилей марки Samand в год.